# Euro et Royaume-Uni
- États membres de la zone euro : 20 pays (Allemagne, Autriche, Belgique, Chypre, Croatie, Espagne, Estonie, Finlande, France, Grèce, Irlande, Italie, Lettonie, Lituanie, Luxembourg, Malte, Pays-Bas, Portugal, Slovaquie, Slovénie)
- Micro-États non membres de l'UE utilisant l'euro avec l'accord de l'UE : 4 pays (Andorre, Monaco, Saint-Marin et Vatican)
- États non membres de l'UE qui ont adopté l'euro unilatéralement : 2 pays (Kosovo et Monténégro)
- États membres de l'Union européenne (UE) qui ont rejoint le MCE II : 1 pays (Bulgarie)
- État membre de l'UE faisant partie du MCE II mais qui est exempté de l'obligation de rejoindre la zone euro (Danemark).
- États membres de l'UE qui ont l'obligation  de rejoindre la zone euro : 5 pays (Hongrie, Pologne, Roumanie, Suède et Tchéquie)

L'euro n'a pas été la devise adoptée par le Royaume-Uni lorsque cet État était membre de l'Union européenne, le pays avait négocié une option de retrait d'une partie du traité de Maastricht lui permettant de conserver la livre sterling sine die. À la suite des élections de 2010, le gouvernement a confirmé ne pas souhaiter rejoindre la zone euro durant son mandat. Faisant suite au retrait du Royaume-Uni de l'Union européenne (Brexit) cet État ne pourra plus adopter l'euro sur le reste de son territoire.
Toutefois, au titre des dispositions spécifiques relatives à l'indépendance de Chypre, les zones britanniques situées dans cette île ont été contraintes d'adopter l'euro comme monnaie officielle lorsque Chypre a adopté cette monnaie le 1er janvier 2008.

## Statut général
Le traité de Maastricht prévoyait initialement que tous les membres de l'Union européenne rejoignent la zone euro une fois les critères de convergence remplis. Le Royaume-Uni a ratifié ce traité mais avec une option de retrait, sous le traité d'Édimbourg, lui permettant de ne pas être obligé d'adopter l'euro.
Cette option est devenue caduque avec le Brexit.

## Cas particuliers
En Grande-Bretagne et en Irlande du Nord, l'euro n'est pas la monnaie officielle mais se trouve être assez largement accepté de facto dans les magasins ayant une clientèle touristique.
À Gibraltar, l'euro est également utilisé de facto comme une seconde monnaie par la plupart des commerces privés du fait de la proximité avec l'Espagne et du statut particulier de ce territoire.
Dans les zones sous souveraineté britannique de Chypre (Akrotiri et Dhekelia), l'euro est l'unique monnaie officielle et la législation britannique a été adaptée en ce sens. En effet le Traité sur l'indépendance de Chypre imposait l'utilisation de la monnaie chypriote dans ces zones et cette obligation perdure depuis le passage de Chypre à l'euro au 1er janvier 2008. Toutefois le Royaume-Uni ne dispose à ce titre d'aucun droit d'émission de pièces. C'est le seul territoire britannique où l'euro est la monnaie légale en vertu de l'ordonnance sur l'euro de 2007.
|                                                                           | Critères de convergence | Critères de convergence | Critères de convergence | Critères de convergence | Critères de convergence     |
|                                                                           | Inflation               | Finances publiques      | Finances publiques      | Membre du MCE II        | Taux d'intérêt à long terme |
| Déficit budgétaire annuel au PIB                                          | Inflation               | Dette publique au PIB   |                         | Membre du MCE II        | Taux d'intérêt à long terme |
| ------------------------------------------------------------------------- | ----------------------- | ----------------------- | ----------------------- | ----------------------- | --------------------------- |
| Valeur de référence                                                       | max 2,5 %               | max 3 %                 | max 60 %                | min 2 ans               | max 4,81 %                  |
| Royaume-Uni (en juin 2013)                                                | 2,6 %                   | 6,3 %                   | 90 %                    | Non                     | 1,62 %                      |
| Notes : 1. 2. 3. 4. Légende : - Critère satisfait - Critère non satisfait |                         |                         |                         |                         |                             |

## Sondages d'opinion
| Date                | Oui  | Non  | Sans opinion | Nombre de personnes interrogées | Institut de sondage |
| ------------------- | ---- | ---- | ------------ | ------------------------------- | ------------------- |
| Novembre 2000       | 18 % | 71 % | Inconnu      | Inconnu                         | BBC                 |
| Janvier 2002        | 31 % | 56 % | Inconnu      | Inconnu                         | BBC                 |
| 9–10 juin 2003      | 33 % | 61 % | 7 %          | 1 852                           | YouGov              |
| 10–15 février 2005  | 26 % | 57 % | 16 %         | 2 103                           | Ipsos MORI          |
| 11–12 décembre 2008 | 24 % | 59 % | 17 %         | 2 098                           | YouGov              |
| 19–21 décembre 2008 | 23 % | 71 % | 6 %          | 1 000                           | ICM                 |
| 6–9 janvier 2009    | 24 % | 64 % | 12 %         | 2 157                           | YouGov              |
| 1–4 mai 2009        | 23 % | 75 % | 2 %          | 1 002                           | ICM                 |
| 17–18 avril 2010    | 21 % | 65 % | 14 %         | 1 433                           | YouGov              |
| 2–4 juillet 2011    | 8 %  | 81 % | 11 %         | 2 002                           | Angus Reid          |
| 9–12 août 2011      | 9 %  | 85 % | 6 %          | 2 700                           | YouGov              |

## Sources

## Compléments